# Silvanópolis
Silvanópolis este un oraș în Tocantins (TO), Brazilia.